# قانون بيل-ماجندي
في علم التشريح والفيزيولوجيا العصبية، يطرح هذا الاكتشاف فكرة أن جذور الأعصاب الشوكية الأمامية تحتوي فقط على ألياف حركية والجذور الخلفية فقط ألياف حسية وأن النبضات العصبية تجري في اتجاه واحد فقط في كلا الحالتين. وصف عالم التشريح البريطاني السير تشارلز بيل وعالم الفيزيولوجيا الفرنسي فرانسوا ماجندي بشكل مستقل طبيعة وفيزيولوجية الظاهرة، وأكدها لاحقًا عالم الفيزيولوجيا الألماني يوهانس بيتر مولر.

## تاريخ
وُصفت النتائج بشكل مستقل من قبل أستاذين يعملان في إطارين طبيين مختلفين: السير تشارلز بيل عالم التشريح وفرانسوا ماجيندي، أستاذ في الفيزيولوجيا المرضية وعلم وظائف الأعضاء. فصلت فترة 11 عامًا بين ملاحظاتهما المستقلة. قُدم برهان تجريبي نهائي آخر بعد تسع سنوات من تجارب ماجندي بواسطة يوهانس بيتر مولر أثناء تشريح الضفدع في عام 1831.

### اكتشاف بيل
في عام 1811 أشار تشارلز بيل في كتيب نشره بنفسه إلى الوظائف الحركية للألياف العصبية الخارجة من الجذور البطنية للنخاع الشوكي ولكنه لم يذكر الوظائف الحسية للجذور الظهرية. عُزي هذا جزئيًا لحقيقة أن دراسته كانت تسلخ وليست تشريح أحياء؛ إذ أن الألم يُستنبط ويُكتشف بشكل أفضل في الحيوان الواعي. لن يعطي الحيوان الميت أو الفاقد الوعي التأثير المطلوب عند تحفيز ألياف القرن الخلفي المسؤولة عن الإحساس ونقل الإشارات المؤذية. سافر ابن أخت بيل، جون شو، في عام 1812 إلى باريس حيث قدم نظام بيل لعلماء التشريح الفرنسيين. ويُذكر أن شو قدم عرضًا إيضاحيًا على أعصاب وجه الحمار دون تحقيق التأثير المقصود.

### تجربة كلاب ماجندي
بعد أحد عشر عامًا، أعلن ماجندي في مجلة الفيزيولوجيا التجريبية والباثولوجيا عن اكتشافه أن ألياف الخلايا العصبية الحركية تخرج من الجذر الأمامي والألياف العصبية الحسية من الجذر الظهري: «قطع الجذر الظهري يلغي الحس، وقطع الجذر البطني يلغي النشاط الحركي، وقطع كلا الجذرين يلغي الحس والنشاط الحركي كلاهما».
قدّم ماجندي أول وصف كامل للإثبات التجريبي لقانون بيل-ماجندي. كانت تجاربه علنية، وغالبًا ما تُجرى في حضور طلاب الطب والمواطنين الفضوليين. أجريت هذه التجربة الخاصة عن طريق قطع الجذور الأمامية والخلفية للأعصاب الشوكية في مجموعات مختلفة من الجراء من بطن واحد. أدى تحفيز الجذور الخلفية لإحداث الألم وتسبب تحفيز الجذور الأمامية بالحركة. انتُقدت التجربة لقسوتها من قبل الجمعيات الإنسانية في باريس ولندن. نُشر وصف تفصيلي للتجربة في نفس المجلة الخاصة بالفيزيولوجيا والباثولوجيا.

### تجربة ضفدع مولر
العالم الثالث الذي لم يُنسب له اسم القانون كان الطبيب وعالم وظائف الأعضاء الألماني يوهانس بيتر مولر. أجرى تجارب تشريحية وفيزيولوجية على الأرانب لفترة من الزمن لكن دون جدوى.
ثم قرر تبسيط تجاربه، وبالتالي تحليله، عن طريق اختزال موضوع الدراسة إلى جهاز عصبي أقل تعقيدًا - وهو جهاز الضفدع. وساعده في ذلك الطالب وعالم الفيزيولوجيا وعالم التشريح الألماني الشهير ثيودور شوان.
نظرًا لأن الحبل الشوكي للضفدع بسيط نسبيًا ويسهل إزالته، والعلاقات بين جذور الأعصاب أكثر وضوحًا، أمكن لمولر تبسيط تصميمه، ما أدى أيضًا إلى تناتجية أفضل التجربة. تضمنت تجربته تعصيب الأرجل الخلفية للضفدع. تضمنت إحدى الإجراءات أولًا قطع الجذور الخلفية للعصب الفقري المؤدي إلى الساق، ونتيجة لذلك تخدرت الساق ولكنها لم تُشل. اشتمل الجزء الثاني من تجربته على قطع الجذور الأمامية، بحيث يُشل الطرف دون أن يصاب الخدر. باتت تجربة ضفدع مولر التجربة المفضلة لأساتذة علم وظائف الأعضاء - لقد كانت تجربة قابلة للتكرار بسهولة، واستخدمت على نطاق واسع في تدريس الفيزيولوجيا العصبية.